# Wefri
Wefri A/S (Wedellsborg og Frijsenborg) er en dansk landbrugs- og skovbrugsvirksomhed, som driver 2 godser med tilhørende jordbesiddelser på 10.151 hektar i Danmark. De har hovedkontor i København. Wefri blev etableret i 1965. Siden 2007 har selskabet været ejet af Bendt Wedell.
Wefri dyrker 4.004 hektar planteavl og desuden har de 6.147 hektar skov og eng. 
De har husdyrproduktion af årligt 6,7 mio. kyllinger, der markedsføres under mærket Frijsenborg Herregårdskylling. Endvidere udlejer de 142 boliger, og de er udbydere af jagt. I 2023 havde de ca. 40 ansatte.